# Mixtape (EP)
Mixtape è il secondo extended play del cantante italiano Franco Ricciardi, pubblicato nel 2012.
Tutte le tracce presentano il featuring di Ivan Granatino accompagnato da 6 rapper.

## Tracce
1. Si m' 'o dicive primm
2. Ora No (feat. Gué Pequeno e Ivan Granatino)
3. Made in Italy (feat. Jake La Furia e Ivan Granatino)
4. L'unico Fuoco che brucia (feat. Clementino e Ivan Granatino)
5. Soltanto pesi (feat. Luchè, D-Ross e Ivan Granatino)
6. Nato lì (feat. Thieuf e Ivan Granatino)